# Trouble de conversion
Pour les articles homonymes, voir Trouble.
 Mise en garde médicale
Un trouble de conversion (ou trouble dissociatif de conversion[réf. incomplète]) est un état dans lequel le patient présente des symptômes neurologiques tels qu'une paresthésie, une cécité, une paralysie ou autres déficits similaires sans que le système nerveux central ou périphérique n'ait subi de dommages organiques. Il est supposé que ces symptômes surviennent en tant que réponse dans la vie du patient, et la conversion est considérée comme trouble psychiatrique dans la Classification Internationale des Maladies (CIM-10) et dans la quatrième édition révisée du Manuel diagnostique et statistique des troubles mentaux (DSM-IV-TR). Anciennement connu sous le terme d’« hystérie », le trouble est connu depuis des millénaires, jusqu'à une forte apparition durant la fin du XIXe siècle, lorsque les neurologues Jean-Martin Charcot et Sigmund Freud et le psychiatre Pierre Janet se fondent sur le sujet. Le terme « conversion » obtient son origine de la doctrine de Freud disant que l'anxiété est « convertie » en symptômes physiques.
Alors que le DSM-IV-TR reconnaît le trouble de conversion (amnésie, fugue, trouble dissociatif de l’identité et de la personnalité) comme un trouble distinct des autres troubles dissociatifs habituels (troubles dissociatifs moteurs, sensitifs et convulsifs), la CIM-10 est plus large et l'inclut dans les troubles dissociatifs.
Le DSM-5 classe désormais le trouble de conversion dans la catégorie des troubles à symptomatologie somatique et apparentés.